# Hydrophis lapemoides
Espèce
Synonymes
- Aturia lapemoides Gray, 1849
- Chitulia lapemoides (Gray, 1849)
- Hydrophis holdsworthii Günther, 1872
- Hydrophis stewartii Anderson, 1872
- Hydrophis dayanus Stoliczka, 1872

Statut de conservation UICN

 LC  : Préoccupation mineure
Hydrophis lapemoides ou Hydrophide du golfe persique est une espèce de serpents marins de la famille des Elapidae.

## Répartition
Cette espèce se rencontre dans l'océan Indien dans les eaux peu profondes des Émirats arabes unis, d'Oman, de l'Iran, du Pakistan, de l'Inde, du Sri Lanka, de la Thaïlande, de la Malaisie et de Singapour. 

## Description
L'hydrophide du golfe persique mesure de 90 à 110 centimètres de long. Il possède de 33 à 34 anneaux noirs sur un corps de couleur gris olive s'éclaircissant sous le ventre.
Peu agressif, il mort rarement les êtres humains et il n'y a pas eu de décès constatés.

## Publication originale
- Gray, 1849 : Catalogue of the specimens of snakes in the collection of the British Museum, London, p. 1-125 (texte intégral).